# Edmund Wachenfeld
Edmund Wachenfeld (* 24. November 1878 in Mülhausen; † 2. Dezember 1958 in Gräfelfing) war ein deutscher General der Artillerie.

## Leben
Wachenfeld trat am 1. Juli 1896 als Fahnenjunker in das Feldartillerie-Regiment „von Scharnhorst“ (1. Hannoversches) Nr. 10 der Preußischen Armee ein. Dort wurde er am 27. Januar 1897 zum Fähnrich ernannt und mit seiner Beförderung zum Sekondeleutnant am 18. Oktober 1897 in das Fußartillerie-Bataillon Nr. 13 nach Ulm versetzt. Hier war er die kommenden zwei Jahre als Kompanieoffizier tätig und absolvierte anschließend die Vereinigte Artillerie- und Ingenieurschule. Mit Wirkung vom 1. Oktober 1901 formierte sich sein Verband zu einem Regiment. Durch Armeebefehl vom 27. Januar 1902 erhielt es außerdem eine landsmannschaftliche Bezeichnung und führte fortan den Namen Hohenzollernsches Fußartillerie-Regiment Nr. 13. Ab Oktober 1906 absolvierte Wachenfeld dann zur weiteren Ausbildung für drei Jahre die Kriegsakademie. Seit 18. Februar 1908 Oberleutnant, wurde Wachenfeld nach seiner Rückkehr als Regimentsadjutant verwendet. Im März 1910 wurde er in den Großen Generalstab versetzt und dort am 22. März 1912 zum Hauptmann befördert. Als solcher kam er am 1. Oktober 1913 in den Generalstab des V. Armee-Korps.
Hier verblieb er über den Ausbruch des Ersten Weltkriegs hinaus bis zum 26. Januar 1915. Anschließend folgte seine Versetzung als Erster Generalstabsoffizier in den Stab der 9. Division. In dieser Funktion kam Wachenfeld in den Kämpfen zwischen Maas und Mosel sowie vor Verdun zum Einsatz. In gleicher Stellung war er ab 1. Oktober 1916 bei der 22. Division zunächst an der Ostfront tätig und erlebte hier die Schlacht bei Kowel. Daran schlossen sich Stellungskämpfe am oberen Styr-Stochod an. Im Oktober 1917 wurde die Division an die Westfront verlegt und Wachenfeld am 1. Januar 1918 als Major in den Generalstab des Befehlshabers Ober Ost versetzt.
Nach Kriegsende in die Reichswehr übernommen, gehörte Wachenfeld der Heeres-Friedenskommission an. Am 1. Oktober 1920 wurde er dann zum Ersten Generalstabsoffizier beim Gruppenkommando 1 ernannt und dort mit Rangdienstalter vom 1. Juni 1921 zum Oberstleutnant befördert. Am 1. Juli 1923 folgte seine Ernennung zum Kommandeur der I. Abteilung des 5. Artillerie-Regiments in Fulda. Vom 1. Februar 1925 bis zum 14. November 1927 fungierte Wachenfeld als Chef des Stabes der 6. Division in Münster, wurde zwischenzeitlich am 1. Februar 1926 Oberst und auch bei der Führergehilfenausbildung eingesetzt. Anschließend erhielt er das Kommando über das 1. (Preußische) Artillerie-Regiment in Königsberg. Zeitgleich mit seiner Beförderung zum Generalmajor erfolgte am 1. Oktober 1929 seine Ernennung zum Artillerieführer I. Diesen Posten bekleidete Wachenfeld für ein Jahr und wurde anschließend zum Chef des Stabes des Gruppenkommandos 1 in Berlin ernannt. Von Oktober 1931 bis März 1932 wurde er durch Generalmajor Ludwig Beck vertreten. Er selbst konzentrierte sich auf die  Fortbildungskurse für Offiziere, die Walther Reinhardt für die geheime Wehrmachtakademie eingerichtet hatte. Ab März 1932 war er wieder beim Gruppenkommando 1 in Berlin und wurde am 1. April 1932 Generalleutnant. Unter Verleihung des Charakters als General der Artillerie wurde Wachenfeld am 30. November 1932 aus dem aktiven Dienst verabschiedet.
Im Frühjahr 1934 trat er in die Luftwaffe ein, wurde am 1. April 1935 Befehlshaber im Luftkreis I und am 1. Oktober 1935 zum General der Flieger ernannt. Seine Funktion behielt er bis zum Frühjahr 1937. Dann war Wachenfeld bis zum 3. Februar 1938 als General z. b. V. der Luftwaffe beim Oberkommando des Heeres tätig. Daran schloss sich eine Verwendung im Reichsluftfahrtministerium bis zu seiner erneuten Verabschiedung am 31. März 1938 an.
Zum 1. Januar 1939 wurde Wachenfeld zur Verfügung des Heeres der Wehrmacht gestellt, ohne dass er jedoch eine Verwendung erhielt. Bei der Mobilmachung wurde er dann zum Kommandierenden General des Stellvertretenden Generalkommandos des VII. Armeekorps in München ernannt. Er war damit auch Befehlshaber im Wehrkreis VII.
Am 28. Februar 1943 wurde er endgültig aus der Wehrmacht verabschiedet.
Wachenfelds Nachlass wird im Bundesarchiv verwahrt.

## Auszeichnungen
- Roter Adlerorden IV. Klasse[3]
- Dienstauszeichnungskreuz[3]
- Ritterkreuz des Königlichen Hausordens von Hohenzollern mit Schwertern[3]
- Eisernes Kreuz (1914) II. und I. Klasse[3]
- Bayerischer Militärverdienstorden IV. Klasse mit Schwertern[3]
- Ritterkreuz I. Klasse des Albrechts-Ordens mit Schwertern[3]
- Hanseatenkreuz der Städte Hamburg, Bremen und Lübeck[3]
- Orden der Eisernen Krone III. Klasse mit der Kriegsdekoration[3]
- Österreichisches Militärverdienstkreuz III. Klasse mit der Kriegsdekoration[3]
- Eiserner Halbmond[3]
- Kommandeur des Bulgarischen Militär-Verdienstordens[3]
- Wehrmacht IV. bis I. Klasse
- Kriegsverdienstkreuz (1939) II. und I. Klasse mit Schwertern
- Deutsches Kreuz in Silber am 30. April 1943[4]